# Leanne Smith (natation)
Pour les articles homonymes, voir Smith.
Ne doit pas être confondu avec Leanne Smith.
Leanne Smith, née le 8 mai 1988 à Beverly (Massachusetts), est une nageuse handisport américaine concourant en S4 pour les athlètes ayant un usage de leurs bras mais aucun de leurs jambes.

## Carrière
En 2010, Leanne Smith est hospitalisée pendant plusieurs mois pour une soudaine paralysie faciale, des engourdissements et des faiblesses sur la partie gauche de son corps. Deux ans plus tard, on lui diagnostique une dystonie.
Aux Mondiaux 2019, elle rafle trois médailles d'or : le 150 m 4 nages SM4, 50 m brasse SB4 et le 100 m nage libre S4. Deux ans plus tard, aux Jeux de 2020, elle monte sur la deuxième marche du podium du 100 m nage libre S4.

## Palmarès

### Jeux paralympiques
- Jeux paralympiques d'été de 2020 à Tokyo :
  -  100 m nage libre S4

### Championnats du monde
- Championnats du monde 2019 à Dubaï :
  -  150 m 4 nages SM4
  -  50 m brasse SB4
  -  100 m nage libre S4
  -  50 m dos S4